# Kapten Grogg badar
Kapten Grogg badar är en svensk animerad komedifilm från 1919 i regi av Victor Bergdahl. Filmen var den nionde i en serie filmer om Kapten Grogg.

## Om filmen
Filmen premiärvisades den 6 oktober 1919 på biograf Regina i Stockholm.

## Handling
Kapten Grogg badar tillsammans med Kalle när ett par apor stjäl deras kläder. De dricker även ur Groggs spritflaskor och när aporna är berusade tar Grogg och Kalle tillbaka kläderna, som nu är fulla av ohyra.